# تويز فور بوب
{{بطاقة شركة
| name = تويز فور بوب
| logo = ToysForBob.png
| type = تابعة
| industry = صناعة الحواسيب وألعاب الفيديو
الترفيه الإلكتروني
| foundation = April 16, 1989
| founder = بول ريشي الثالث 
 فريد فورد
| location_city = نوفاتو ، كاليفورنيا
| location_country = الولايات المتحدة
| area_served =
| key_people =
| products = سكيلاندرز (2011–14)
| revenue = 
| operating_income =
| owner = 
| num_employees = 120+
| parent = أكتفجن
| homepage = الموقع الرسمي

تويز فور بوب (بالإنجليزية: Toys for Bob)‏ ، هي شركة أمريكية لتطوير ألعاب الفيديو والبرمجيات، أسست سنة 1989م على يد فريد فورد وبول ريشي الثالث، وهي شركة كانت تابعة لأكتفجن حتي 29 من فبراير 2024 ، ومقرها في مدينة لوفانو بولاية كاليفورنيا الأمريكية.